# Heliga hermandad
Heliga hermandad (sp. Santa hermandad, "heligt brödraskap") kallades de förbund, som Kastiliens och Aragoniens städer under medeltiden ingick för att upprätthålla landsfreden och den offentliga säkerhetens skydd, i synnerhet mot adelns övervåld. 
En sådan förbindelse mellan fyra städer i Kastilien är känd från 1200; största utbredningen fick de äldre förbunden av detta slag i gränstrakterna mot morerna och Portugal. Senare fick de särskilt i Kastilien stor politisk betydelse, i det de understödde konungarna mot högadeln och prästerskapet; vid mitten av 1300-talet fick här 17 stadsförbund rätt att sända två representanter var till cortes. 
Lagstadgad ordning erhöll den dåmera så kallade heliga hermandad 1486 i Kastilien och 1488 i Aragonien, då Isabella I av Kastilien och Ferdinand II av Aragonien "den katolske" under sin ledning förenade alla städerna i ett väpnat förbund. Liksom tyska hansan underhöll heliga hermandad egen här och tillsatte egna domare, vilka hade rätt att döma och straffa var och en, som störde landsfreden. I Aragonien upphävdes emellertid denna inrättning redan 1498, och i Kastilien förlorade den sina politiska rättigheter under Karl I efter det så kallade Comuneros-upproret (1520--21). Vid mitten av 1500-talet var heliga hermandad endast namnet på den polisstyrka, som vakade över lugnet på landsvägarna.
Heliga hermandad är sannolikt den första egentliga poliskår som organiserades i Europa.
I svenskan var under en tid "Heliga hermandad" eller bara "hermandad" en skämtsam benämning på poliskårer generellt.